# Jack Larsson
Jack Einar Larsson, född 19 juli 1924 i Örebro Olaus Petri församling, död 29 december 1997 i Kortedala församling, Göteborg, var en svensk målare.
Larsson bedrev konststudier i Nederländerna och Tyskland. Han medverkade i utställningar i Göteborg, Stockholm och Halmstad. Hans konst består av marinmotiv och västkustmiljöer. Jack Larsson är begravd på Östra kyrkogården i Göteborg.